# 思舊賦
思舊賦為晉朝時期，竹林七賢之一的向秀為了悼念被司馬昭殺害的好友嵇康、吕安，所作的賦。作者用極其悲憤的心情，含蓄迴轉的筆法，表達出深厚的友誼，也側面表達對黑暗政治的不滿。開了頭就煞了尾，可知其悲傷。